# ヒメコバンソウ
ヒメコバンソウ（姫小判草、Briza minor）は、単子葉植物イネ科コバンソウ属の雑草の一種。コバンソウに似た小さい小穂（形は三角形）をつけることから名付けられた。

## 特徴
一年生植物。草丈は10-60cmで、茎は株立ちまたは単生で直立し、根元はややほふくする。葉は細長くて毛がなく、長さ5-15cm、幅5-10mmで葉舌は山形となっていて、3-6mmである。
花は長さ5-15cmの円錐花序になり、三角状卵形の糸状の枝を持つ小穂を着ける。小穂は長さ幅ともに4mm程度で、3-6(4-8)個の小花でできている。小穂はやや扁平で、淡い緑色（紫色を帯びることもある）をしていて、やや光沢がある。
種子繁殖し、春に発芽して、夏（6-9月）に花を着ける。
また、小穂を振るとかすかに音をたてることからスズガヤとも呼ばれる。

## 分布
ヨーロッパ原産の帰化植物で、江戸時代に侵入した。
世界の温帯、暖帯に分布し、畑地、牧草地の雑草となっている。